# هندی بویکو
هندی بویکو (انگلیسی: Hennadii Boiko؛ زادهٔ ۳ مارس ۱۹۷۴) ورزشکار اهل اوکراین است.
وی در مسابقات کشوری و بین‌المللی در مجموع برندهٔ ۳ مدال طلا شده‌است.